# 13268 Trevorcorbin
13268 Trevorcorbin este un asteroid din centura principală de asteroizi.

## Descriere
13268 Trevorcorbin este un asteroid din centura principală de asteroizi. A fost descoperit pe 17 august 1998 la Socorro, New Mexico, în cadrul proiectului LINEAR. Asteroidul prezintă o orbită caracterizată de o semiaxă mare de 2,59 ua, o excentricitate de 0,10 și o înclinație de 6,0° în raport cu ecliptica.